# Station thermale de Rochefort
La station thermale de Rochefort est un centre hydrothermal situé à Rochefort, troisième ville de la Charente-Maritime, arrosée  par la Charente et située dans le centre-ouest du département.
Disposant de l’une des sources thermales les plus profondes de France dont les vertus curatives s’appliquent essentiellement à la rhumatologie, à la dermatologie et à la phlébologie, la station thermale de Rochefort qui reçoit 15 000 curistes par an est le septième centre thermal de France et le plus important de tout le Centre-Ouest de la France.

## Le site thermal de Rochefort
Situé au nord de la ville de Rochefort, entre le quartier de la Gare et le centre historique, non loin de la Corderie royale, le site thermal est implanté près de l’ancien Hôpital de la Marine à l’endroit où a été effectué le premier forage pour capter l’eau thermale.
Riveraine du fleuve Charente, la ville bénéficie d’un apport particulier par ce fleuve où ses boues qui y sont extraites présentent des propriétés curatives reconnues qui, mêlées aux eaux de la source thermale, permettent un complément thérapeutique efficace notamment en rhumatologie.

## Historique

### Les premiers essais de forage auXIXesiècle
Nécessitant une eau limpide et claire qui manquait cruellement aux habitants de la ville de Rochefort, alors la plus importante de la Charente-Inférieure, Napoléon Ier ordonna d’exécuter un premier forage en 1808 mais, devant l’ampleur de la tâche et des moyens techniques encore rudimentaires, les travaux de recherche, de surcroît fort coûteux pour l’époque, furent vite abandonnés.
Bien avant cette décision impériale, différents chantiers de forage avaient eu lieu et demeurèrent sans résultat comme ceux qui avaient été entrepris une douzaine d’années plus tôt en 1796.
En 1831, pendant la monarchie de Juillet, de nouvelles tentatives de forage furent entreprises et un puits fut creusé dans la cour de l’hôpital maritime à une profondeur record de cent mètres atteinte en 1834 mais la recherche en eau se révéla encore infructueuse.
En 1857, pendant le Second Empire, alors que la ville était en pleine expansion démographique et économique, les besoins en eau devinrent un problème crucial pour ses habitants comme pour l’arsenal  militaire et les industries de la ville. Les recherches furent donc relancées quatre années plus tard et se révélèrent cette fois-ci concluantes mais pas dans le sens où les prospecteurs l’attendaient.
C’est ainsi qu’en 1866, après de nombreux et persévérants efforts, la nappe d’eau fut enfin découverte mais à une profondeur jamais atteinte à ce jour à - 816 mètres, ce qui était un record. Elle s’avère dès lors comme étant l’« une des sources thermales les plus profondes de France ».
Le forage fut achevé le 20 juin 1868 avec une eau jaillissante à dix mètres au-dessus du sol et à une température de 43° avec une réaction alcaline. Son débit était de 3 litres par seconde, soit 250 000 litres par vingt-quatre heures. En fait, cette eau se révéla comme ayant des propriétés minérales destinées à l’usage thermal et non comme véritablement une eau potable destinée à la consommation courante.
Malgré la richesse de cette eau présentant des vertus thérapeutiques évidentes, les finances de l’époque – la guerre franco-allemande de 1870 ayant  empêché tout projet d’exploitation – ne permirent pas à la ville d’exploiter cette source et les médecins militaires se contentèrent pendant un temps de l’analyser et de l’étudier.
Cependant, l’hôpital de la Marine fit aménager un petit module thermal avec installation de baignoires et de salles de bains ainsi qu’un robinet pour l’eau de boisson destinés prioritairement aux  soins des marins et des soldats de l’infanterie de  Marine. Ces curistes « improvisés » furent l’objet de nombreuses observations médicales et de très sérieux rapports furent établis sur les bienfaits de cette eau aux propriétés thérapeutiques multiples et dont les perspectives d’exploitation s’avérèrent très prometteuses.
Mais en novembre 1888, une barre de sonde se rompit à 55 mètres de profondeur et obstrua définitivement l’arrivée de l’eau thermominérale. Pendant six années, de nombreux efforts furent entrepris pour déboucher le puits artésien mais ils ne purent aboutir et, en 1892, la source fut fermée.
Il fallut attendre environ trois quarts de siècle pour que cette source soit à nouveau mise en service et fasse enfin de Rochefort une authentique station thermale.

### L’exploitation de la source thermale à partir de 1956
En 1952, des travaux de forage furent relancés par la municipalité de Rochefort sur un autre terrain, non loin de l'hôpital maritime, et en novembre 1953, l’eau jaillit de nouveau à une température de 41°4 au débit de 17 m3 par heure et s’élevait à un mètre du sol. Sa profondeur était de 815 mètres.
Cette eau se révéla comme ayant les mêmes propriétés curatives que celle des stations thermales de Balaruc-les-Bains, Bagnères-de-Bigorre, Bagnoles-de-l’Orne, Bourbonne ou encore Luxeuil. En janvier 1954, la station thermale était officiellement créée et, en référence à l’empereur Napoléon Ier qui avait encouragé un forage pour la recherche de l’eau dans le sous-sol de Rochefort, la source fut baptisée la « Source l’Empereur ».
Dès mars 1954, la municipalité fait construire un module thermal expérimental qui fut inauguré officiellement en 1956. Pendant six années consécutives, de mars à novembre, de nombreux curistes ont afflué et le renom de la station s’affirma rapidement dans tout le Centre-Ouest de la France.
Pour la seule année 1957, 4 000 curistes furent enregistrés avec des résultats thérapeutiques excellents au point qu’en novembre 1959, la station thermale reçut l’agrément du Ministère de la Santé publique et de la Sécurité sociale ainsi qu’un avis favorable de l’Académie de médecine.
Inauguré en 1956, l’établissement thermal de Rochefort doit faire face à l’afflux des curistes qui ne cessent d’augmenter d’année en année et nécessite en même temps une modernisation de ses installations que la municipalité entreprend dès 1973. En 1974, le centre thermal de Rochefort est doté d’une piscine ultra-moderne, complétée par un solarium, des salles de massages sous rampes et des cabines de pélothérapie.
En décembre 1979, l’hôtel des Remparts est inauguré et communique directement avec le module thermal récemment modernisé.
L’établissement appartient à la société thermale de Rochefort, filiale d’Eurothermes depuis le 11 juin 1982. La ville reste propriétaire de la source et garde la responsabilité de la production d’eau thermale. L’usage de l’eau revient à l’exploitant Eurothermes. Les thermes ont bénéficié d'une extension à la fin des années 1990.
Depuis le début des années 2000, la ville a lancé plusieurs projets de construction autour du port de plaisance Bougainville situé à quelques dizaines de mètres des thermes. La « Maison du Curiste » a été aménagée dans un pavillon de l’ancienne infirmerie de la caserne Joinville datant de 1914 et d’autres studios thermaux ont été construits devant l’aile ouest des thermes à proximité de l’ancienne caserne Charente. Ces différentes constructions ont permis d'augmenter sensiblement la capacité d'hébergement des curistes.
En 2010, le centre thermal a créé un troisième bassin à température différente pour les soins spécialisés en phlébologie, cette nouvelle structure thérapeutique a été aménagée pour faire de Rochefort « un des sites pilotes en France ».

## Indications thérapeutiques
Les eaux de la « Source l’Empereur » sont de nature saline et ferrugineuse et présentent des propriétés antalgiques, anti-inflammatoires et cicatrisantes, ces eaux sont utilisées dans le traitement des rhumatismes et des maladies circulatoires et de la peau.

### Les propriétés physiques de l’eau de la «Source l’Empereur»
Cette eau d’aspect limpide est légèrement gazeuse et présente une très légère odeur d’hydrogène sulfurisé ; son goût est âpre et un peu amer.
Laissée au repos, elle présente en quelques heures un dépôt blanc alors que sa surface s’irise en se couvrant d’une pellicule de sulfate de calcium.
Maintenue plus longtemps au repos, elle rouille légèrement en déposant sur les parois des baignoires un vernis rougeâtre très adhérent.

### Les caractères chimiques
Cette eau présente les caractéristiques d’une eau polymétallique essentiellement sulfatée mixte (sodique, calcique et magnésienne) et chlorurée sodique.
Sa composition chimique révèle par ordre d’importance, en cations du calcium, magnésium, sodium, manganèse, potassium, ammonium, aluminium et cuivre ; en anions, des sulfates, des chlorures, de la silice, du brome, des phosphates ; en matières organiques, de l’oxygène.
Les peloïdes de la station thermale de Rochefort présentent une valeur similaire  à ceux de Dax et de Vichy, grandes villes d’eau de la France, cette formation des peloïdes agissant par action de l’eau thermale sur les boues de la Charente. Dans le centre thermal de Rochefort, les peloïdes sont essentiellement utilisés en rhumatologie sous forme de cataplasmes.
Dans la classe des eaux sulfatées en France, « celle de Rochefort est la plus minéralisée et la plus riche en oligo-éléments ».
Enfin, sur le plan bactériologique, elle « est très proche du sérum sanguin » et « elle est à la fois anti-inflammatoire et anti-exsudative, cicatrisante et antalgique ».

### Les propriétés curatives
Les eaux de la source thermale présentent des vertus curatives reconnues dans le traitement des affections rhumatismales, notamment les rhumatismes inflammatoires d’arthroses, polyarthrites, gouttes, sciatiques. Les résultats se soldent souvent par des guérisons totales, sinon des améliorations très sensibles des affections.
Les dermatoses constituent également une indication à la cure thermale de Rochefort pour le traitement des eczémas, psoriasis, urticaires et impétigo.
Enfin, cette eau présente des vertus thérapeutiques concernant la circulation sanguine et la phébologie et dont les applications thérapeutiques ont commencé dans les années 2000.

## La plus importante station thermale du Centre-Ouest de la France
Rochefort est aujourd'hui la 7e ville thermale de France et la plus importante station thermale du Centre-Ouest de la France, devançant nettement les stations thermales de Jonzac (11 000 curistes), La Roche-Posay et Saujon (3 000 curistes).
La progression du nombre des curistes est liée à la fois à l'augmentation des besoins de soins et à la qualité des infrastructures pour répondre à cette demande.
En 1970, l’établissement thermal accueillait 1 100 curistes, 4 000 en 1982 et 11 000 en 2001.
De 2005 à 2010, les thermes ont accueilli en moyenne près de 13 000 curistes par an.
Aujourd'hui, le centre thermal de Rochefort avoisine les 15 000 curistes en 2011.
Il emploie 108 personnes dont vingt kinésithérapeutes et induit un chiffre d’affaires de quinze millions d’euros par an localement.

### Repères bibliographiques
Quelques monographies sur la station thermale de Rochefort
- Charles Marteau dit « Chamart », Rochefort, ville thermale, 1966, chapitre sur la station thermale de Rochefort en p. 43 à p. 56 (Ouvrage auto-édité par les soins de l’auteur qui fut journaliste à Rochefort).
- Combes (Jean) et Daury (Jacques) (Ouvrage collectif sous la direction de), Guides des départements : la Charente-Maritime, éditions du Terroir, Tours, 1985 - monographie sur la station thermale de Rochefort -, p. 132.
- Flohic (Jean-Luc), (Ouvrage collectif sous la direction de), Le patrimoine des communes de la Charente-Maritime, Collection Le patrimoine des communes, Flohic éditions, 2002, très courte monographie sur la station thermale de Rochefort - Tome II - p. 655.

### Sources et références
1. 1 2 3 4 5 6 7 8  Article du quotidien régional Sud-Ouest – édition Charente-Maritime -, intitulé « Les curistes retrouvent le chemin des bains », rédigé par Kharinne Charov, en date du 17 février 2012
2. 1 2 3  Charles Marteau dit « Chamart », Rochefort, ville thermale, 1966, p. 43
3. 1 2 3  Combes (Jean) et Daury (Jacques) (Ouvrage collectif sous la direction de), Guides des départements : la Charente-Maritime, éditions du Terroir, Tours, 1985, p. 132
4. ↑  Charles Marteau dit « Chamart », Rochefort, ville thermale, 1966, p. 44
5. 1 2  Charles Marteau dit « Chamart », Rochefort, ville thermale, 1966, p. 45
6. ↑  Charles Marteau dit « Chamart », Rochefort, ville thermale, 1966, p. 46
7. ↑  Charles Marteau dit « Chamart », Rochefort, ville thermale, 1966, p. 47
8. 1 2  Charles Marteau dit « Chamart », Rochefort, ville thermale, 1966, p. 48
9. 1 2  Charles Marteau dit « Chamart », Rochefort, ville thermale, 1966, p. 49
10. 1 2  Flohic (Jean-Luc), (Ouvrage collectif sous la direction de), Le Patrimoine des communes de la Charente-Maritime, Collection Le patrimoine des communes, Flohic éditions, 2002, Tome II - p. 655
11. ↑  Article du quotidien régional Sud-Ouest – édition Charente-Maritime -, intitulé « Des aménagements pour le bien des curistes » en date du 18 mars 2009
12. 1 2  Charles Marteau dit « Chamart », Rochefort, ville thermale, 1966, p.50
13. ↑  Charles Marteau dit « Chamart », Rochefort, ville thermale, 1966, p. 52
14. ↑  Charles Marteau dit « Chamart », Rochefort, ville thermale, 1966, p. 51
15. ↑  Les Thermes de Rochefort